# Kahlenberg
|  | Den danske fodboldspiller af samme navn findes på Thomas Kahlenberg |
Kahlenberg ( [ˈkaːlənˌbɛʁk] ?) er et bjerg (484 m), der ligger i Döbling, Wien, Østrig i den norøstlige ende af Alperne. Vest for bjerget ligger Leopoldberg og mod øst ligger Hermannskogel og Reisenberg.

## Generelt
Kahlenberg ligger i Wienerwald og er en af de mest populære destinationer for endagsture fra Wien, som kan tilbyde et udsyn over hele byen. Dele af Niederösterreich kan også ses fra Stefaniewarte på toppen. Ved siden af Stefaniewarte er et 165 meter højt ståltårn, som tjener som radiosender for ORF, Østrigs radio (Österreichische Rundfunk). Der findes to terasser på bjerget: en ved en lille kirke kaldet Skt. Josef og en ved en restaurant bygget i 1930'erne af arkitekt Erich Boltenstern. Dele af restauranten og et forladt hotel nærved er blevet revet ned og erstattet af en moderne restaurant. Der blev protesteret mod nedrivningen af den lokale historiske forening og af nogle arkitekter, der mente at bygningen var værd at bevare. Der er også et spirituelt center og et center for en katolsk reformbevægelse, Schönstattbewegung Österreich.

## Historie
Oprindeligt blev bjerget kaldt Sauberg (so-bjerg) eller Schweinsberg (svine-bjerg), efter de mange vildsvin, der levede i de uberørte egeskove. I 1628 erhvervede Ferdinand II bjerget fra Klosterneuburg kloster og kaldte det Josephsberg (Josefs bjerg). Først efter kejser Leopold I omdøbte det oprindelige Kahlenberg (et nærliggende bjerg) til Leopoldsberg blev "Josephsberg" omdøbt til "Kahlenberg".
Efter opkøbet af bjerget tillod Ferdinand II et eneboerrefugium for Kamaldulenserordenen, en orden af katolske eremitter, at blive bygget. Et par huse blev bygget op omkring kapellet for sankt Joseph, som fik navnet Josefsdorf. Johan III Sobieski, konge af Polen gennemførte sit angreb på de osmanniske styrker under den anden belejring af Wien her fra.
Bjerget er også bemærkelsesværdigt som det sted, hvor Albert Einstein, Otto Neurath og andre matematikere og fysikere omkring 1920 lagde de første planer for, hvad der senere skulle blive den internationale encyclopædi for den forenede videnskab.